# (5086) Demin
(5086) Demin es un asteroide perteneciente al cinturón de asteroides, descubierto el 5 de septiembre de 1978 por Nikolái Stepánovich Chernyj desde el Observatorio Astrofísico de Crimea (República de Crimea).

## Designación y nombre
Designado provisionalmente como 1978 RH1. Fue nombrado Demin en honor al astrónomo soviético ruso Vladimir Grigor'evich Demin reconocido experto en mecánica celestial y dinámica de cuerpos rígidos, profesor de la Universidad de Moscú.

## Características orbitales
Demin está situado a una distancia media del Sol de 2,176 ua, pudiendo alejarse hasta 2,424 ua y acercarse hasta 1,929 ua. Su excentricidad es 0,113 y la inclinación orbital 3,393 grados. Emplea 1173,08 días en completar una órbita alrededor del Sol.

## Características físicas
La magnitud absoluta de Demin es 13,9. Tiene 4,236 km de diámetro y su albedo se estima en 0,247.